# Apristurus microps
Apristurus microps är en hajart som först beskrevs av John Dow Fisher Gilchrist 1922.  Apristurus microps ingår i släktet Apristurus och familjen rödhajar. IUCN kategoriserar arten globalt som livskraftig. Inga underarter finns listade i Catalogue of Life.

## Bildgalleri

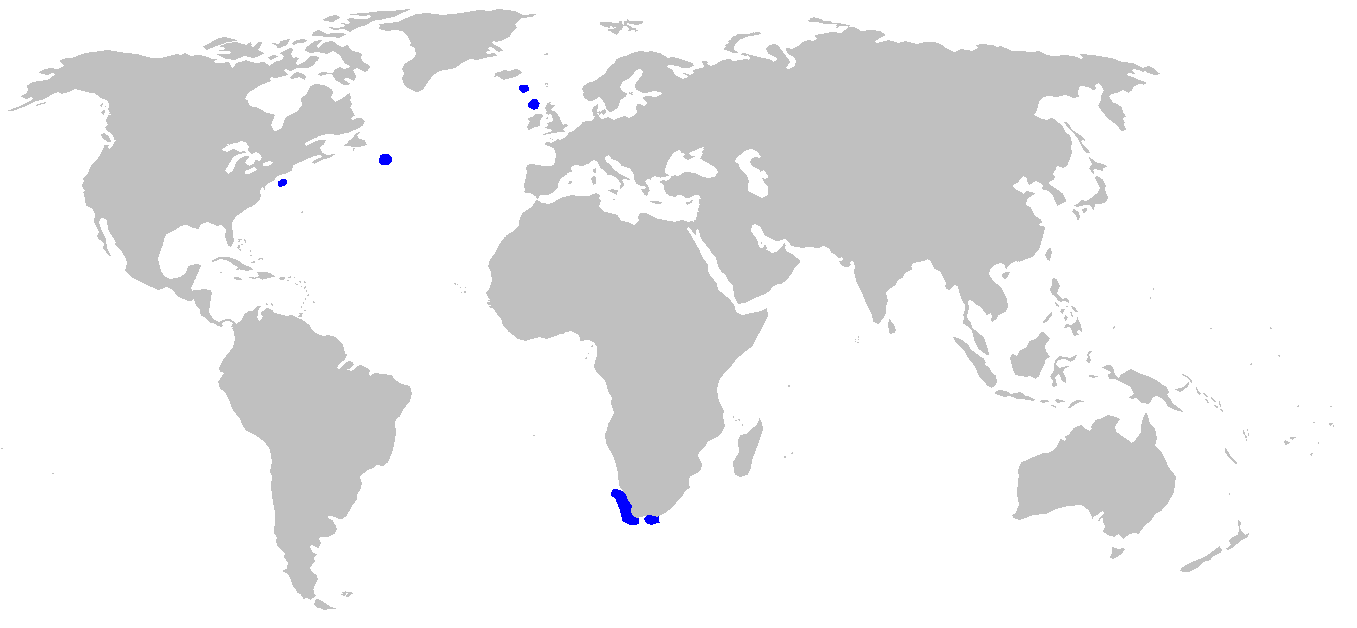